# 布里特里克
布里特里克（英語：Beorhtric，?—802年），是786年至802年的威塞克斯國王，接替基内伍尔夫。然而，在他統治期間，他的妻子和岳父擁有大部分權力。
他父母的名字不詳，但《盎格魯-撒克遜編年史》聲稱他是徹迪克的後裔。 
786年，威塞克斯國王辛涅伍爾夫被前國王西吉伯特的兄弟辛涅希爾德（Cyneheard）殺死。辛涅希爾德不久也去世了。